# 小行星2440
小行星2440（2440 Educatio）是一颗绕太阳运转的小行星，为主小行星带小行星。该小行星于1978年11月7日发现。
該小行星以「教育」命名。

## 轨道参数
小行星2440的轨道半长轴为2.2160773 UA，离心率为0.163。